# Tin-Essako
Ti-n-Essako är en krets i Mali.   Den ligger i regionen Kidal, i den östra delen av landet, 1 400 km nordost om huvudstaden Bamako. Antalet invånare är 7 976. Arean är 39 000 kvadratkilometer.
Terrängen i Ti-n-Essako är platt åt sydost, men åt nordväst är den kuperad.